# Banjar Agung (Gunung Alip)
Banjar Agung is een bestuurslaag in het regentschap Tanggamus van de provincie Lampung, Indonesië. Banjar Agung telt 300 inwoners (volkstelling 2010).